# The Music of Silence
The Music of Silence ist eine italienische Filmbiografie, die auf dem Leben des Sängers Andrea Bocelli basiert.

## Handlung
1958 kommt auf dem Lande in der Toskana Amos Bardi zur Welt. Seit frühester Kindheit leidet er unter einem Angeborenen Glaukom. Er liebt klassische Musik und ist auch ein begabter Sänger. Er erblindet schließlich vollständig und muss auf eine Blindenschule. Er absolviert ein Jurastudium, während er regelmäßig klassische Stücke in einer Pianobar vorträgt. Ein Klavierstimmer vermittelt ihm einen Kontakt zu dem berühmten Gesangslehrer Maestro. Dieser fördert ihn maßgeblich. Bardi ist in großer Aufregung, als ihm Auftritte mit dem Sänger Zucchero in Aussicht gestellt werden. Jedoch wird der Plan geändert und zwei Jahre ist Funkstille, was Bardi zum Aufgeben bewegt. Doch Zucchero meldet sich wieder für einen Auftritt, was für Bardi den Durchbruch bedeutet. Schließlich begibt er sich zusammen mit seiner Frau auf den Weg zum Sanremo-Festival.

## Kritik
„Liebevoll, ohne abzuschweifen oder zu dramatisieren, erzählt der Film, wie der Opernsänger als Kind erblindete, auf Wunsch des Vaters Jura studierte und die Liebe zur Musik fand. – Rührendes Porträt mit Tiefgang und Charme.“